# Face of Beauty International
Face of Beauty International é um concurso de beleza feminino internacional realizado anualmente desde 2012 sob a gestão da empresária neozelandesa Mila Manuel, quando o concurso, ainda em sua primeira edição se chamava "Miss Teen Face of Beauty International". O propósito da competição é empoderar todas as candidatas à encontrar sua beleza e tornarem-se igualmente belas. A vencedora assina um contrato de um ano com a organização do certame, recebe prêmios e viaja por diversos países espalhando importantes mensagens de encorajamento para meninas, a fim de que encontrem seu potencial. 

## Vencedoras
Para o concurso nacional que envia a brasileira para esta disputa, vá até Belezas do Brasil.
| Ano  | País      | Vencedora          | I  | A    | Cidade Natal        | Local do Evento | R      |
| 2012 | Dinamarca | Josefine Egebjerg  | 19 | 1.68 | Herlev              | Chiang Mai      | [ 2 ]  |
| 2013 | Tonga     | Diamond Langi      | 21 | 1.68 | Nuku'alofa          | Na Chom Thian   | [ 3 ]  |
| 2014 | Argentina | Gimena Ghilarducci | 23 | 1.70 | Neuquén             | Taichung        | [ 4 ]  |
| 2015 | México    | Yeraldi Barraza    | 22 | 1.70 | Santa María del Oro | Kaohsiung       | [ 5 ]  |
| 2016 | Rússia    | Alena Raeva        | 23 | 1.73 | Krasnoyarsk         | Ulaanbaatar     | [ 6 ]  |
| 2017 | Tailândia | Tanisa Panyapoo    | 27 | 1.70 | Nan                 | Nova Déli       | [ 7 ]  |
| 2018 | Myanmar   | Myint Mo May       | 21 | 1.73 | Hpa-An              | Déli            | [ 8 ]  |
| 2019 | Tailândia | Peerachada Khunrak | 25 | 1.67 | Songkhla            | Pampanga        | [ 9 ]  |
| 2023 | Brasil    | Caroline Tozaki    | 26 | 1.71 | São Paulo           | Camaligan       | [ 10 ] |

## Estatísticas

### Títulos por País
| Títulos | Países    | Vitórias   |
| 2       | Tailândia | 2017, 2019 |
| 1       | Brasil    | 2023       |
| 1       | Mianmar   | 2018       |
| 1       | Dinamarca | 2012       |
| 1       | Tonga     | 2013       |
| 1       | Argentina | 2014       |
| 1       | México    | 2015       |
| 1       | Rússia    | 2016       |
| 1       | Myanmar   | 2018       |

### Títulos por Continente
| Títulos | Continente | Última Vitória |
| 3       | Américas   | (2023)         |
| 3       | Ásia       | (2019)         |
| 2       | Europa     | (2016)         |
| 1       | Oceania    | (2013)         |
| 0       | África     |                |